# Berry (Kentucky)
Berry é uma cidade localizada no estado americano de Kentucky, no Condado de Harrison.

## Demografia
Segundo o censo americano de 2000, a sua população era de 310 habitantes. 
Em 2006, foi estimada uma população de 308, um decréscimo de 2 (-0.6%).

## Geografia
De acordo com o United States Census Bureau tem uma área de 
0,7 km², dos quais 0,7 km² cobertos por terra e 0,0 km² cobertos por água. Berry localiza-se a aproximadamente 203 m acima do nível do mar.

## Localidades na vizinhança
O diagrama seguinte representa as localidades num raio de 20 km ao redor de Berry. 